# Fransi de Villar Dille
Pour les articles homonymes, voir Villar (nom de famille) et Dille.
Fransi de Villar Dille est un cinéaste hispano-belge né à Madrid le 10 janvier 1965 et habitant Bruxelles depuis 1987.

## Parcours
Après des Études de Philosophie à l'Université complutense de Madrid, il fait des études de Réalisation Cinéma à l'INSAS, l'école de cinéma de Bruxelles. Il réside en Belgique depuis 1987 et travaille entre Bruxelles et Paris. Il est aussi depuis 1995 critique et correspondant en France et en Belgique du magazine cinématographique espagnol Cinémania.
Fransi de Villar Dille rencontre Oranne Mounition en 1988 à l’I.N.S.A.S. de Bruxelles. C'est à cette école qu'ils commencent une collaboration artistique qui dure jusqu'à aujourd'hui. Après Voyage à Madrid, un court-métrage expérimental sur le sujet de la mémoire et la mort, ils réalisent ensemble leur film de fin d’études Période Spéciale en collaboration et en coproduction avec l’école de cinéma de La Havane. 
Arrivés à Cuba juste après l’effondrement du mur de Berlin, quand le castrisme était durement touché au niveau économique et idéologique, trois films vont témoigner de cette société en mutation. Leurs films ne font pas appel à des commentaires extérieurs ou à des interviews explicatives. Partant de portraits, d’états de vie et de fait centrés autour d’un événement :
Période Spéciale se réfère à un moment difficile de l’évolution du castrisme, moment qui va être vécu par quelques personnages, ouvriers, étudiants, artistes où gens de peu qui vont témoigner de leurs difficultés, de leurs espoirs ou au contraire de leur lassitude devant la dureté de la survie.
Le Secret des choses, deuxième film de la trilogie cubaine, cerne le phénomène de la Santeria, ce rite afro-cubain cousin du vaudou, et suit pendant des mois un processus d'Initiation, montrant les contradictions, les tensions et les attentes des protagonistes qui abandonnent parfois la révolution pour la religion.
La Nuit de San Lazaro est enfin un document fort sur le retour du religieux où, du soir au matin, on suit les pèlerins/pénitents qui, à pied ou à genou, vont vivre une nuit d’exaltation religieuse, de souffrances offertes et de prières très extraverties dans le style baroque du pèlerinage fellinien de Cabiria.
Fidèles à l’hispanisme, le couple tourne plus tard un film sur un bastringue populaire dans le quartier du Raval à Barcelone, la Bohémia, un lieu intemporel où chantent des travestis à l’âge parfois indéfinissable. Adiós Bohémia témoigne de ce monde en voie de disparition et trace une galerie de portraits de personnages touchants dans leur dignité. Toute une vie, réalisé à la même époque, dresse le portait affectueux de l’un de ces travestis barcelonais, âgé de plus de soixante-dix ans..
Entre 2000 et 2003, les deux cinéastes filment une deuxième trilogie, Pèlerinages, qui leur mène pendant plusieurs années aux quatre bouts du monde, sur les traces de pèlerins de différentes cultures et religions: Des chemins partagés dévoile ce qu’il y a de commun et de mystérieux dans le fait même du pèlerinage. Dans Celui qui atteint l’autre rive ils se mettent à l’écoute des pèlerins eux-mêmes et, finalement, Derrière le Sacré explore les enjeux politiques et économiques que deviennent parfois les lieux de pèlerinage.

## Filmographie
- 1991 - Voyage à Madrid (Documentaire) 15 min, 16 mm, Prod. I.N.S.A.S.
- 1992 - Période Spéciale (Documentaire) 58 min, 16 mm, Prod. I.N.S.A.S. / E.I.C.T.V.
- 1995 – Le secret des choses (Documentaire) 80/55 min, Béta SP, Prod. C.B.A.
- 1997 – La nuit de San Lazaro (Documentaire) 36 min, Béta SP, Prod. C.B.A.
- 1999 – Adios Bohémia (Documentaire) 57 min, Béta Digital, Prod. Toumouv / C.B.A.
- 2000 – Toute une vie (Documentaire) 26 min, Béta Digital, Prod. G.R.E.C.
- 2003 - Pèlerinages: Des chemins partagés (Documentaire) 52 min, Béta Digital, Prod. Simple Production / Lieurac / La 5 / RTBF / RTP / TVG / CSur
- 2003 - Pèlerinages: Celui qui atteint l’autre rive (Documentaire) 52 min, Béta Digital, Prod. Simple Production / Lieurac / La 5 / RTBF / RTP / TVG / CSur
- 2003 - Pèlerinages: Derrière le Sacré (Documentaire) 52 min, Béta Digital, Prod. Simple Production / Lieurac / La 5 / RTBF / RTP / TVG / CSur